# Peter I van Courtenay
Peter I van Courtenay (1126 - Akko, 1180/1183) was een zoon van koning Lodewijk VI van Frankrijk en was door zijn huwelijk heer van Courtenay.

## Biografie
Peter werd geboren als de jongste zoon van koning Lodewijk VI van Frankrijk en diens vrouw Adelheid van Maurienne. Omstreeks 1150 huwde hij met Elisabeth van Courtenay, de dochter van heer Reinoud van Courtenay die in conflict leefde met de koning. Na het huwelijk vertrok Reinoud naar Engeland waar hij de Engelse tak van de familie zou stichten. In 1179 schonk Peter I aan de plaats Montargis stadsrechten en liet aldaar ook een kasteel bouwen. Later dat jaar ging hij samen met Hendrik I van Champagne en bisschop Filips van Dreux op kruistocht naar het Heilige Land. Ergens tussen 1180 en 1183 overleed Peter I in Akko. Na zijn dood werd zijn lichaam naar Engeland gebracht en begraven in de Kathedraal van Exeter.

## Huwelijk en kinderen
Peter I van Courtenay kreeg samen met Elisabeth van Courtenay tien kinderen:
- Peter (ca. 1155-1219), heer van Courtenay en Latijns Keizer
- een dochter, gehuwd met Odo van La Marche
- Aldelheid (1160/1165-1218), gehuwd met Willem van Joigny en Adhemar van Angoulême
- Eustachie (-1235), gehuwd met Willem van Briënne, Willem van Champlitte en Willem I van Sancerre
- Clemencia, gehuwd met Gwijde van Thiern
- Robert (1168-1239), heer van Champignelles
- Filips
- Isabella, gehuwd met Aimon III van Charost
- Constance (1168-1231), gehuwd met Gasce de Poissy en Willem van Breteuil
- Willem (1172-1233/1248), heer van Tanly.

## Voorouders
| Voorouders van Peter I van Courtenay | Voorouders van Peter I van Courtenay                                            | Voorouders van Peter I van Courtenay                                            | Voorouders van Peter I van Courtenay                                            | Voorouders van Peter I van Courtenay                                            | Voorouders van Peter I van Courtenay                                            | Voorouders van Peter I van Courtenay                                            | Voorouders van Peter I van Courtenay                                            | Voorouders van Peter I van Courtenay                                            |
| ------------------------------------ | ------------------------------------------------------------------------------- | ------------------------------------------------------------------------------- | ------------------------------------------------------------------------------- | ------------------------------------------------------------------------------- | ------------------------------------------------------------------------------- | ------------------------------------------------------------------------------- | ------------------------------------------------------------------------------- | ------------------------------------------------------------------------------- |
| Overgrootouders                      | Hendrik I van Frankrijk (1008-1060) ∞ 1051 Anna van Kiev (1036-1078)            | Hendrik I van Frankrijk (1008-1060) ∞ 1051 Anna van Kiev (1036-1078)            | Floris I van Holland (1025-1061) ∞ 1050 Geertruida van Saksen (1033-1113)       | Floris I van Holland (1025-1061) ∞ 1050 Geertruida van Saksen (1033-1113)       | Amadeus II van Savoye (1048-1080) ∞ Johanna van Genève (-)                      | Amadeus II van Savoye (1048-1080) ∞ Johanna van Genève (-)                      | Willem I van Bourgondië (1020-1087) ∞ Stephania van Longwy-Metz (1035-1088)     | Willem I van Bourgondië (1020-1087) ∞ Stephania van Longwy-Metz (1035-1088)     |
| Grootouders                          | Filips I van Frankrijk (1052-1108) ∞ Bertha van Holland (1058-1094)             | Filips I van Frankrijk (1052-1108) ∞ Bertha van Holland (1058-1094)             | Filips I van Frankrijk (1052-1108) ∞ Bertha van Holland (1058-1094)             | Filips I van Frankrijk (1052-1108) ∞ Bertha van Holland (1058-1094)             | Humbert II van Savoye (1072-1103) ∞ Gisela van Bourgondië (1075-1133)           | Humbert II van Savoye (1072-1103) ∞ Gisela van Bourgondië (1075-1133)           | Humbert II van Savoye (1072-1103) ∞ Gisela van Bourgondië (1075-1133)           | Humbert II van Savoye (1072-1103) ∞ Gisela van Bourgondië (1075-1133)           |
| Ouders                               | Lodewijk VI van Frankrijk (1081-1137) ∞ 1115 Adelheid van Maurienne (1092-1154) | Lodewijk VI van Frankrijk (1081-1137) ∞ 1115 Adelheid van Maurienne (1092-1154) | Lodewijk VI van Frankrijk (1081-1137) ∞ 1115 Adelheid van Maurienne (1092-1154) | Lodewijk VI van Frankrijk (1081-1137) ∞ 1115 Adelheid van Maurienne (1092-1154) | Lodewijk VI van Frankrijk (1081-1137) ∞ 1115 Adelheid van Maurienne (1092-1154) | Lodewijk VI van Frankrijk (1081-1137) ∞ 1115 Adelheid van Maurienne (1092-1154) | Lodewijk VI van Frankrijk (1081-1137) ∞ 1115 Adelheid van Maurienne (1092-1154) | Lodewijk VI van Frankrijk (1081-1137) ∞ 1115 Adelheid van Maurienne (1092-1154) |